# Уолкер (Миннесота)
Уо́лкер (англ. Walker) — город в округе Касс, штат Миннесота, США. На площади 3,8 км² (3,8 км² — суша, водоёмов нет), согласно переписи 2002 года, проживают 1069 человек. Плотность населения составляет 283,5 чел./км².
- Телефонный код города — 218
- Почтовый индекс — 56484
- FIPS-код города — 27-67792[2]
- GNIS-идентификатор — 0658881[3]